# Аргос (син Арестора)
А́ргос (Арг або А́ргей, грец. Ἄργος) — персонаж давньогрецької міфології. Син Арестора, за Аполлонієм (або син Поліба і Аргіі, аргосець; або син Даная). Аргонавт. За допомогою Афіни збудував корабель «Арго», названий його ім'ям. Або син Ясона, коханий Геракла, через якого Геракл побудував «Арго» на горі Оссі. Учасник похоронних ігор, змагався в бігу.
Майстер Аргос також виготовив ксоан Гери з грушевого дерева в Тиринфі.